# Clavinet

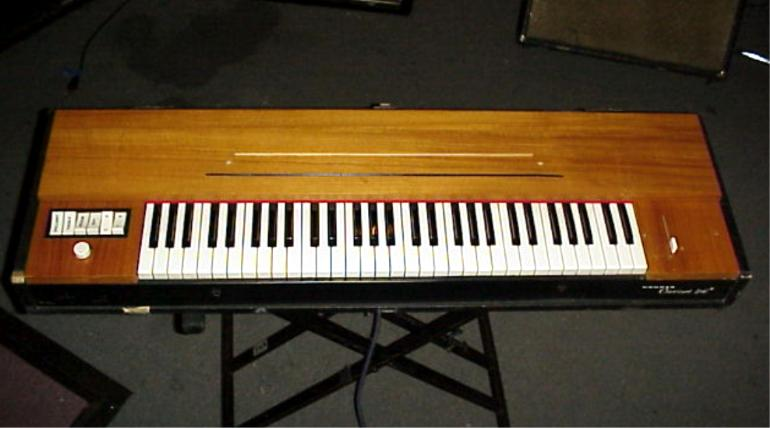
Clavinet D6

Clavinet je elektrofonní klávesový nástroj vyráběný firmou Hohner. Je to jako elektronicky zesílený klavichord, který svým zvukem připomíná řezavou elektrickou kytaru. Díky možnosti vytvoření staccato zvuku se clavinet nejčastěji používá například v jazz-funku, funku, rocku či reggae.

## Nahrávky s clavinetem
- Eddie Kendrics – „Keep on Trucking“
- The Commodores – „Machie Gun“, „The Bump“
- Billy Preston – „Outa Space“
- Kool and the Gang – „Jungle Boogie“
- Jimmy Castor Bunch – „Burtha Butt Boogie“, „King Kong“
- Stevie Wonder – „Superstition“, „You Haven't Done Nothing“, „Higher Ground“
- The Isley Brothers' „Live It Up“ (na clavinet hraje Chris Jasper)
- Bill Withers – „Use Me“
- The Rolling Stones – „Do do do do do“
- ELO – „Show Down“
- Steely Dan – „Black Cow“, „Peg“
- Walter Marphy & Big Apple Band – „Fifth of Beethoven“
- The Trammps – „Disco Party“ (na clavinet hraje Ron Kersey)
- The Whispers – „One For The Money“ (na clavinet hraje Ron Kersey)
- EL&P – „Nut Rocker“
- Hervie Hancock – „Chameleon“
- Andy Gibb – „Shadow Dancing“
- Led Zeppelin – „Trampled Under Foot“
- Fleetwood Mac – „You Make Loving Fun“
- Sylvester – „Dance (Disco Heat)“

Clavinet můžeme slyšet také ve znělce československé pohádky Pat & Mat.